# Deserti (album)
Deserti è il settimo album da solista in studio di Piero Pelù, uscito il 7 giugno 2024 e pubblicato dalla Epic, Sony Music.

## Descrizione
Il disco è nato dalla pausa forzata dovuta allo shock acustico subito durante una registrazione.

## Tracce
Testi e musiche di Piero Pelù.
1. Porte – 1:00
2. Picasso – 3:28
3. Maledetto cuore – 3:19
4. Novichok – 3:28
5. Tutto e subito – 2:59
6. Il mio nome è mai più (unplugged 25⁰ Anniversario) – 4:26
7. Elefante – 3:03
8. Baby Bang (feat. Calibro 35) – 2:57
9. Canto – 3:29
10. Baraonde – 2:48
11. Scacciamali – 3:01
12. Deserti – 4:46

## Classifiche
| Classifica (2024) | Posizione massima |
| ----------------- | ----------------- |
| Italia            | 6                 |